# 6572 Carson
6572 Carson è un asteroide della fascia principale. Scoperto nel 1938, presenta un'orbita caratterizzata da un semiasse maggiore pari a 2,5436650 UA e da un'eccentricità di 0,2656965, inclinata di 2,60298° rispetto all'eclittica.
L'asteroide è dedicato alla biologa statunitense Rachel Louise Carson.